# Comédie-Italienne

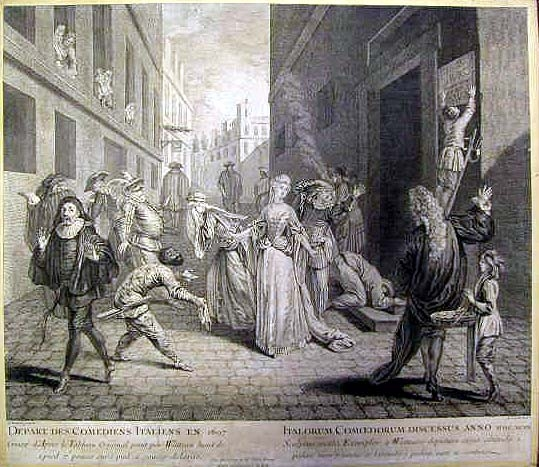
Départ des comédiens italiens en 1697, Stich von L. Jacob nach Watteau.

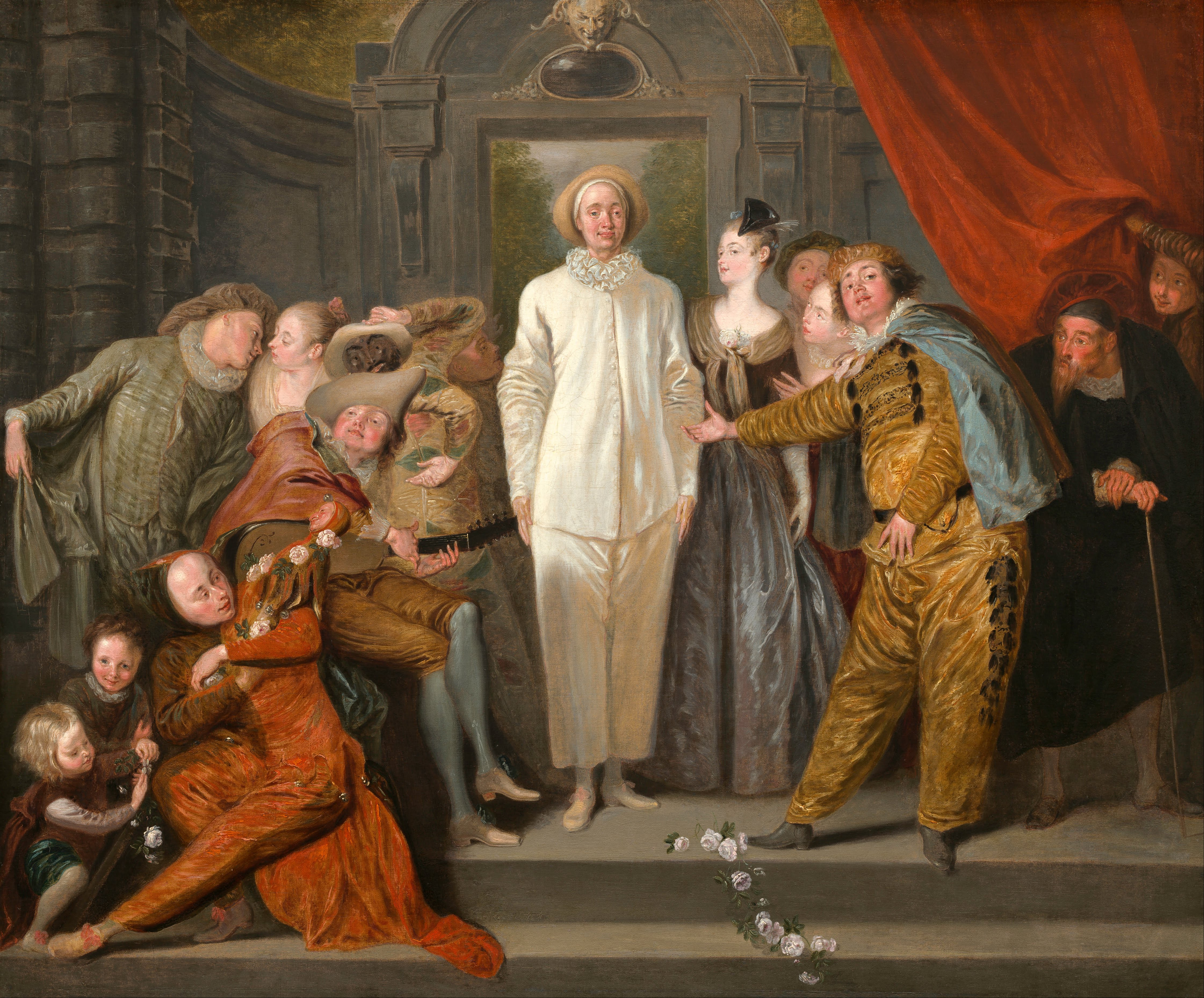
Watteau: Les Comédiens italiens (1720)

Comédie-Italienne, inaczej Théâtre italien de Paris – teatr założony na końcu XVII wieku w Paryżu. W przeciwieństwie do Comédie-Française oferował repertuar włoski. Początkowo aktorami byli tam sami Włosi, uwiecznieni na obrazach namalowanych przez Antoine Watteau. Podczas swegego długoletniego pobytu w Paryżu pisał dla niej dramaturg włoski Carlo Goldoni. Pisali dla tej sceny również Francuzi, m.in.: Pierre de Marivaux. Teatr istnieje do dziś, ale nie cieszy się takim prestiżem jak Comédie-Française.
Obecny budynek La Comédie-Italienne znajduje się na rue de la Gaîté. Towarzystwo zostało ponownie założone w roku 1980 przez reżysera Attilio Maggiulli.